# 瓦兹根·马努基扬
瓦兹根·马努基扬（1946年2月13日—）1990年至1991年担任亚美尼亚总理，1992年至1993年曾代理国防部长。

## 生平
马努基扬出生于前苏联亚美尼亚苏维埃社会主义共和国列宁纳坎（现在的久姆里），拥有数学和自然科学博士学位。他已婚，有三个孩子。
他1988年12月由于是卡拉巴赫委员会成员而在莫斯科被捕，在监狱关押了六个月。1990年8月13日他成为总理，但在1991年11月22日辞职。1991年亚美尼亚从苏联获得独立后，他当选为议会全国民主联盟议员，在1996、1998和2003年三次竞选亚美尼亚总统失利。马努基扬是全国民主联盟主席。
在2008年2月总统大选中，马努基扬再次作为全国民主联盟候选人参加竞选，根据最终的官方结果以1.3%的选票名列第五。

## 歷次選舉
| 选举年 | 选票    | %     | 名列 |
| ------ | ------- | ----- | ---- |
| 1996年 | 516,129 | 41.0% | 第2  |
| 1998年 | 172,449 | 12.2% | 第3  |
| 2003年 | 12,904  | 0.91% | 第5  |
| 2008年 | 21,075  | 1.3%  | 第5  |

## 後續生活
2020年，在亞美尼亞總理尼科爾·帕希尼揚於2020年納戈爾諾-卡拉巴赫戰爭後簽署2020年納戈爾諾-卡拉巴赫停火協議，引起大規模抗議活動，17反對黨組成的聯盟（最明顯的是前執政黨共和黨，議會反對派繁榮亞美尼亞和亞美尼亞革命聯盟）宣布以马努基扬為領導“民族和解”政府的候選人。

## 外部連結
| 官衔      | 官衔                   | 官衔                     |
| --------- | ---------------------- | ------------------------ |
| 前任： 无 | 亚美尼亚总理 1990–1991 | 繼任： 加吉克·阿鲁秋尼扬 |